# António Augusto Namorado de Aguiar
António Augusto Namorado de Aguiar ComA (Estremoz, Santo André, 7 de Maio de 1882 - Lisboa, 28 de Maio de 1945) foi um militar, político e maçon português.

## Biografia
Oficial de Cavalaria do Exército, atingiu o posto de Tenente-Coronel. Serviu em Moçambique e combateu na Primeira Guerra Mundial, integrado no Corpo Expedicionário Português a França. Fez parte da Guarda Nacional Republicana.
Republicano, teve acção de relevo nos anos de propaganda e combateu os Monárquicos em 1919, durante a Monarquia do Norte.
No posto de Major, a 15 de Fevereiro de 1919 foi feito Comendador da Ordem Militar de Avis.
Foi iniciado na Maçonaria em data desconhecida de 1911 na Loja Emancipação, N.° 347, de Elvas, afecta ao Grande Oriente Lusitano, com o nome simbólico de Kléber.
Era irmão do Coronel João Nepomuceno Namorado de Aguiar, Grã-Cruz da Ordem Militar de Cristo a 30 de Janeiro de 1931, Grã-Cruz da Ordem da Polónia Restituta da Polónia a 27 de Abril de 1932, Grande-Oficial da Ordem Militar de Avis a 5 de Outubro de 1932 e Comendador da Ordem do Império Colonial a 20 de Maio de 1935.